# Aspalathus florifera
Aspalathus florifera är en ärtväxtart som beskrevs av Rolf Martin Theodor Dahlgren. Aspalathus florifera ingår i släktet Aspalathus och familjen ärtväxter. Inga underarter finns listade i Catalogue of Life.